# La bianca e la nera
La bianca e la nera (La Blanche et la Noire) è un dipinto del pittore franco-svizzero Félix Vallotton, realizzato nel 1913. Il dipinto si rifà all'Olympia di Manet e all'Odalisca con schiava di Ingres. Il quadro fa parte delle collezioni della fondazione Hahnloser, alla Villa Flora di Winterthur, in Svizzera.

## Descrizione
Il quadro rappresenta gli amori saffici di una silfide e di una nera appassionata in una composizione che evoca Ingres. A differenza dei suoi predecessori, Vallotton si sbarazza di ogni riferimento esotico per mostrare un nudo in una posizione passiva che contrasta con la donna nera che la guarda fumando una sigaretta. Qui c'è un'inversione tra il ruolo della serva e quello della padrona presente nelle opere ispiratrici, in quanto qui è la donna dalla pelle scura è il personaggio forte dell'opera. Ella non è in alcuno stato di asservimento, rispetto alla schiava ingresiana e alla servitrice manetiana.
Come nel resto delle sue opere, Vallotton si astiene da ogni tentativo di seduzione concreta. I suoi nudi non hanno una bellezza seducente, e se la donna sdraiata evoca l'Olympia manetiana, ella non ha alcuna espressione provocatoria. La donna nera, avvolta in un abito blu, è dipinta con una sigaretta in bocca e con un atteggiamento che avrebbe potuto essere quello di un uomo, che contempla sul letto sfatto la dormiente dai capelli rossi, forse la sua compagna, nella sua nudità rilassata.
La tela venne esposta nel 2013 alla mostra Le feu sous la glace, dedicata a Félix Vallotton, al Grand Palais di Parigi.